# 平成24年梅雨前線豪雨

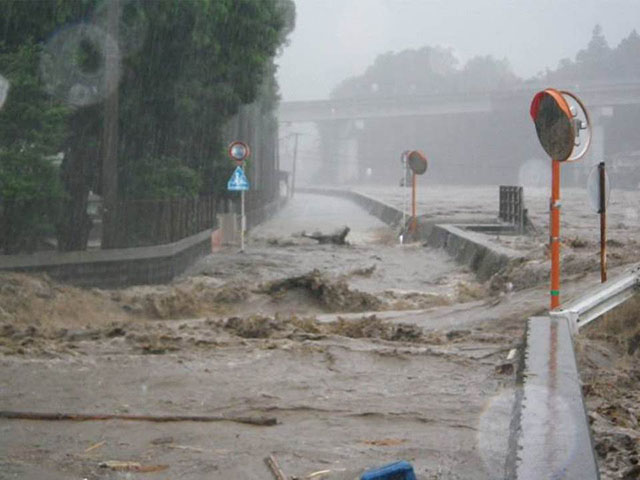
花月川夕田橋付近の越水 (2012年7月3日)

平成24年梅雨前線豪雨（へいせい24ねん ばいうぜんせんごうう）では、2012年（平成24年）7月に梅雨前線によって起きた集中豪雨について説明する。
2012年7月には、7月3日に大分県・福岡県を中心とする地域で、また、7月12日から13日に熊本県・大分県を中心とする地域でそれぞれ豪雨が発生し（平成24年7月九州北部豪雨）、いずれも、九州地方をはじめとする西日本を中心に、各地で土砂崩れ、洪水などの被害が起きた。本来梅雨の期間、梅雨前線は何度か入れ替わりながら停滞するが、2012年は本州の梅雨入り以降6月7日21時に発生した同一の前線が7月19日午前3時に消滅するまで続いた。台風4号から変わった温帯低気圧が伴った前線もこの梅雨前線である。被害の大きかった九州北部豪雨の後も台風7号の影響による大雨が降り、九州北部では7月23日の梅雨明けまで雨が続いた。

## 7月3日の豪雨

### 降雨量
1時間雨量は、大分県中津市耶馬渓で91mm、福岡県添田町の英彦山で86.5mmを記録し、それぞれ観測史上最多となった。気象レーダーの解析によると、大分県日田市付近と福岡県朝倉市付近では、7月3日7時-8時の1時間に110mmの猛烈な雨が降った。

### 被害

#### 大分県
中津市耶馬溪町の農協加工場で作業していた男性1名が山国川に流され行方不明となった。また、宇佐市、日田市で、けが人各1人が出た。
大分県内では、住宅4棟が全壊、11棟が半壊した。日田市の筑後川水系花月川では、堤防が5ヶ所で決壊し、日田市内の7,285世帯、20,172人に避難指示が出た。
大分県は、7月3日に日田市、7月4日に中津市に、それぞれ災害救助法の適用を決定した。

#### 福岡県
朝倉市では、住宅の裏山が崩れ、男性1名が死亡した。福岡県は7月5日に朝倉市への災害救助法適用を決定した。

### 交通への影響
JR九州は、日田彦山線の豊前桝田駅-夜明駅間、久大本線の筑後草野駅-日田駅間で運転を見合わせ、特急列車12本、普通列車22本が運休した。
大分自動車道では、朝倉IC-日田IC間の上下線、日田IC-天瀬高塚IC間の下り線が通行止めとなった。また、日出バイパスも通行止めとなった。

## 7月11日-14日の豪雨

### 降雨量
気象庁は12日、6月末に運用を開始した短文形式の気象情報を初めて発表し、「これまでに経験したことのないような大雨」との表現を用いて注意を呼びかけた。今回の梅雨前線では熊本、大分両県境の山間部を中心に局所的な集中豪雨となり、熊本県阿蘇市阿蘇乙姫では観測史上最大となる1時間に106mmの雨量を記録した。また、同観測点で12日の7時までの6時間雨量が459.5mmに達した。

### 被害

#### 熊本県
阿蘇市では、6か所で住民が巻き込まれる土砂崩れが発生した。特に、一の宮町では、死者が集中した。また、高森町、南阿蘇村でも犠牲者が出た。阿蘇市では約1万世帯、熊本市北区では、熊本市立龍田小学校区2595世帯など6市町村で避難勧告が出された。九州電力熊本支社によると、県内8市町村約1,400世帯が停電となった。12日午後に、13人の遺体が発見され、死者16人、行方不明者8人となった。県では、阿蘇市、熊本市に災害救助法の適用を決定した。

#### 大分県
日田市夜明では、人が乗った乗用車が筑後川に転落したという情報も入った。死者1人、行方不明者1人となっている。竹田市では、約6,600世帯、1万5000人に避難指示が出された。県では、竹田市に災害救助法を適用した。14日、日田市でも、1万2194世帯に避難指示が出された。

#### 福岡県
朝倉市では、13日12時30分、杷木地区の2828世帯7634人に避難勧告が出された。八女市星野村鹿里地区の住宅では、6時半頃、民家2軒に土砂が流れ込み、女性が巻き込まれた。14日には、八女市、柳川市、みやま市など約6万6000世帯に、避難指示が出された。NTT西日本北九州支店によると、14日5時過ぎに、田川市猪国の通信設備が土砂崩れで埋まり、262回線が不通となった。

#### 高知県
安芸郡芸西村中心部で、12日5時過ぎ、竜巻とみられる突風が発生した。この影響で、ビニールハウス1棟、作業小屋1棟が全壊、ハウスや倉庫が24棟半壊・一部破損した。

#### 愛媛県
12日に、西予市明浜町高山の国道378号線や宇和島市津島町北灘の県道など8カ所で、倒木や土砂崩れなどによる通行止めが生じ、宇和島市津島町北灘、福浦地区が、7時30分から一時孤立状態となった。35世帯100人が孤立した。通行止めは、14時半に解除された。また、南予の3市町で大雨警報が発表され、宇和島市、西予市、愛南町の小中学校、60校が臨時休校、または自宅待機の処置をとった。西予市三瓶町皆江の民家の高さ15mの裏山が幅15mで崩れるなど、南予4か所で土砂崩れが発生した。宇和島市では、7時50分頃、宇和島城の登城道脇の盛り土が、高さ15m、幅12mにわたり崩落しているのを職員が発見した。天守の北側の登城道は、9時頃から通行禁止となった。

#### 京都府
京都市では、15日に大雨となり、住宅の浸水や土砂崩れの被害が出た。北区では、紙屋川が氾濫し、30棟が浸水、取り残された6世帯20人を消防がボートで救助した。同市によると、43棟が床上浸水、46棟が床下浸水した。また、北区雲ケ畑では、土砂崩れのため、府道が全面通行止めとなった。
亀岡市では、雑水川が氾濫し、住宅約30棟が床上浸水、約70棟が床下浸水した。また、同市曽我部町の民家3棟が土砂崩れに巻き込まれ、一部損壊した。犠牲者はいなかった。

#### 静岡県
2時40分頃、小山町須走の国道138号で、土砂に走行中の大型トラックと乗用車が巻き込まれ、一時立ち往生した。
14日8時半頃、静岡市葵区駿府町にある駿府城公園外堀の石垣が高さ約5メートル、幅約18メートルにわたり崩れているのを、通りかかった人が発見した。

#### 神奈川県
伊勢原市と平塚市で、それぞれ1棟床上浸水した。また、厚木市内の2か所で崖崩れが発生した。

### 河川の氾濫
- 筑後川
- 山国川

山国川では、昭和28年6月梅雨前線の6.74mを超え、柿坂で山国川の水位が過去最高の8.41mを記録し、その後は計器が故障し、観測できない。
- 花月川

花月川では、昭和47年7月豪雨の3.68mを超え、最高水位が4.16mと過去最高の値が記録された。7月14日8時43分頃で日田市坂井地区の堤防が約40メートルにわたり決壊しているのが確認された。
- 矢部川

14日、13時20分頃、柳川市大和町六合にある矢部川右岸の堤防が決壊した。

### 交通への影響

#### 鉄道
九州新幹線は、13日早朝から熊本駅 - 鹿児島中央駅間で一時運転を見合わせた。上下線5本が運休、2本が遅れ、900人に影響が出た。14日にも、同新幹線が博多駅 - 熊本駅間で運転を見合わせた。在来線では、JR鹿児島本線の荒木駅 − 熊本駅間、豊肥本線の肥後大津駅 - 緒方駅間、久大本線久留米駅 - 日田駅間、日田彦山線、筑豊本線、西鉄天神大牟田線大善寺駅 - 江の浦駅間、平成筑豊鉄道がそれぞれ運転を見合わせた。15日には平成筑豊鉄道が点検などのため引き続き全線で運転を見合わせた。
豊肥本線肥後大津駅 - 緒方駅間、久大本線うきは駅 - 日田駅間、日田彦山線添田駅 - 夜明駅間、筑豊本線桂川駅 - 原田駅間、平成筑豊鉄道田川線崎山駅 - 田川伊田駅間では線路災害が発生した。筑豊本線は16日から運行を再開したが、他の路線は復旧に時間を要する見込み。豊肥本線肥後大津駅 - 宮地駅間及び豊後荻駅 - 緒方駅間では13日始発からバス代行を開始している。
関東では、小田急小田原線の伊勢原駅 - 新松田駅間の運行を、始発から7時20分頃まで見合わせ、1万7000人に影響した。中部では、高山本線下呂駅 - 飛騨萩原駅間上下線の運転を見合わせていたが、7月15日8時42分に再開した。近畿では、土砂崩れにより、叡山電鉄が一部運休した。また、西日本旅客鉄道（JR西日本）嵯峨野線京都駅 - 園部駅間は速度を落として運行した。中国地方では、三江線船佐駅 - 長谷駅間で落石が発生し、式敷駅 - 三次駅間で運転を見合わせていたが、15日15時3分に運転を再開した。

#### 道路
九州自動車道の八代IC - 人吉IC間の下り線、宮崎自動車道の田野IC - 高原IC間の上下線、東九州自動車道の隼人東IC - 末吉財部IC間の上下線が通行止めになった。これらは7月14日19時40分までにすべて解除された。

### 政府の対応
- 官邸情報連絡室を12日8時15分に設置した。また、13日、中川防災担当大臣を団長とする政府調査団を大分県、熊本県及び鹿児島県へ派遣。
- 自衛隊は12日、大分県知事からの災害派遣要請を受けて出動、竹田市において孤立者の救助活動と竹田市2箇所における給水支援を実施。また、熊本県知事からの災害派遣要請を受けて出動、熊本市において水防活動及び孤立者の救助活動、阿蘇市において住民避難支援活動、南阿蘇村において行方不明者の捜索活動を実施。
- 国土交通省は12-13日に緊急災害対策派遣隊（TEC-FORCE）を熊本県阿蘇地方（阿蘇市、南阿蘇村）と川辺川流域で発生した土砂災害に対し、熊本県からの要請に基づき、土砂災害の発生状況の把握及び今後の対応についての技術指導を行うため、国土技術政策総合研究所、土木研究所より3名を現地に派遣[28]。